# دياني كامبل
دياني كامبل هي قاضية كندية، ولدت في 1942.